# Leonine Distribution
Leonine Distribution (ранее Universum Film) — немецкая медиакомпания, базирующаяся в Мюнхене и принадлежащая Leonine.
Она приобретает права на полнометражные фильмы и сериалы на национальном и международном рынке и использует их в кинотеатрах и домашних развлечениях. Leonine Distribution является ведущим независимым поставщиком видео в немецкоязычном регионе, а также предлагает использование лицензий для внешних партнеров (включая Tobis, Wild Bunch, DCM, Weltkino) в разделе DVD/ Blu-ray.

## История
Компания Leonine Distribution была основана в 1979 году под названием Universum Film. В год своего основания компания начала использовать кинолицензии на видеокассетах. В 1987 году компания была переименована в BMG Video/Universum Film GmbH, а в 1993 году вошла в состав BMG. В 1998 году BMG Video была продана RTL Group. Хотя с 2000 года корпоративная ответственность лежала на RTL Group, в 2001 году корпоративная ответственность была передана RTL-Television. Управляющим директором Universum Film GmbH является Бернхард цу Кастелл. Universum Film начала продавать кинофильмы в 2002 году, а в 2005 году стала их сопродюсером.
В феврале 2019 года Universum Film была приобретена Kohlberg Kravis Roberts & Co. Американский инвестор ранее приобрел Tele München Group (в которую входит дистрибуция Concorde Film). В 2019 году Universum Film была подчинена вновь созданному холдингу Leonine. В январе 2020 года Universum Film была переименована в Leonine Distribution.